# Macronychoptera
Clade
Macronychoptera est un clade fossile de ptérosaures. Ce clade des Novialoidea, du Trias supérieur au Crétacé inférieur, totalise cent-vingt-deux collections référencées de fossiles selon PaleoDB en 2025. 

## Fossiles
Selon Paleobiology Database en 2025, ce clade des Macronychoptera a cent-vingt-deux collections référencées de fossiles. Ces collections de fossiles sont de l'Alaunien du Trias supérieur à l'Aptien inférieur du Crétacé inférieur, c'est-à-dire date de 215,38-119,57 Ma avant notre ère . 

## Historique
Le clade des Macronychoptera est décrit en 2003 par le paléontologue britannique David Unwin (1959-),. 
Les Macronychoptères sont un groupe de ptérosaures fossiles.
En 2003, le paléontologue David Unwin a nommé ce clade, une lignée monophylétique, Macronychoptera. Sa définition était la suivante : le groupe constitué du dernier ancêtre commun de Dimorphodon macronyx et de Quetzalcoatlus northropi, ainsi que de tous leurs descendants. 

## Étymologie
Le nom est dérivé du grec classique : makros signifie « long », onyx « griffe » et pteron « aile ».

## Description
Unwin a nommé le groupe sur la base d'une analyse cladistique ayant permis d'identifier ce clade. Les synapomorphies, traits dérivés communs, étaient les suivantes : le dentaire représente au moins 75 % de la longueur de la mâchoire inférieure ; l'os coracoïde a une longueur d'au moins 66 % de celle de l'omoplate ; les doigts sont plus robustes que les orteils ; les membres antérieurs sont au moins 2,5 fois plus longs que les membres postérieurs ; l'humérus est plus long que le fémur. Les nouvelles caractéristiques concernent donc principalement une structure alaire plus robuste.
Selon l'analyse d'Unwin, les Macronychoptera sont le groupe frère du ptérosaure le plus ancien connu, Preondactylus (une forme aux ailes relativement petites) et comprennent les Dimorphodontidae et les Caelidracones, soit tous les ptérosaures connus sauf un.

## Classification
Une synthèse des cladogrammes des Pterosauria donne la position relative de Macronychoptera au milieu des autres familles :
- Pterosauria
  - Eopterosauria
    - Eudimorphodontoidea
      - Eudimorphodontidae

    - Preondactylia
      - Preondactylidae

  - Macronychoptera
    - Dimorphodontia
    - Novialoidea
      - Campylognathoididae
      - Lonchognata
        - Rhamphorhynchidae
        - Monofenestrata
          - Darwinoptera
          - Caelidracones
            - Anurognathidae
            - Pterodactyloidea
              - Archaeopterodactyloidea
                - Germanodactylidae
                - Euctenochasmatia
                  - Pterodactylidae
                  - Ctenochasmatoidea
                    - Gallodactylidae
                    - Ctenochasmatidae

              - Eupterodactyloidea
                - Pteranodontia
                  - Nyctosauridae
                  - Pteranodontoidea
                    - Pteranodontidae
                    - 
                      - Istiodactylidae
                      - 
                        - Boreopteridae
                        - 
                          - Anhangueridae
                          - Ornithocheiridae

                - Azhdarchoidea
                  - Tapejaridae
                  - Neoazhdarchia
                    - 
                      - Chaoyangopteridae
                      - Azhdarchidae

                    - 
                      - Thalassodromidae
                      - Dsungaripteridae

### Publication originale
- [2003] (en) D. M. Unwin, On the phylogeny and evolutionary history of pterosaurs. In E. Buffetaut, J.-M. Mazin (eds.), Evolution and Palaeobiology of Pterosaurs, vol. 217, coll. « Geological Society of London, Special Publications », 2003, 139-190 p. (DOI 10.1144/gsl.sp.2003.217.01.11), chap. 1.